# Марвин, Ли
Ли Марвин (англ. Lee Marvin; 19 февраля 1924, Нью-Йорк — 29 августа 1987, Тусон) — американский киноактёр. Стал знаменитым благодаря своим необычным данным: высокий рост (188 см), белые волосы, низкий «загробный» голос. В начале своей кинокарьеры зарекомендовал себя как актёр второго плана, по большей части ему доставались роли злодеев, солдат и разных «угрюмых парней». После оскароносной работы в фильме «Кэт Баллу» (1965) Ли Марвина стали приглашать на главные роли, более героические и вызывающие сочувствие зрителей.

## Биография

### Ранние годы
Ли Марвин родился в Нью-Йорке в семье торгового менеджера Ламонта Уолтмена Марвина (Lamont Waltman Marvin) и его жены Кортни Вашингтон Девидж (Courtenay Washington Davidge), работавшей стилистом и консультантом. Ламонт Марвин был прямым потомком сэра Мэттью Марвина (Matthew Marvin), который приехал в Америку из района Great Bentley графства Эссекс в 1635 году и был среди основателей Хартфорда (штат Коннектикут), а Кортни Дэвидж — знаменитого семейства Вашингтонов.
В детстве Ли Марвин учился игре на скрипке. Подростком увлекался охотой: на оленей, пум, диких индеек и куропаток в лесах Эверглейдс, тогда ещё не имевших статуса заповедника.

### Война
19 августа 1942 Марвин оставил школу и поступил на службу в Корпус морской пехоты США. По окончании базисного обучения служил снайпером в 3-м батальоне 24-го полка4-й дивизии морской пехоты. Воевал на  Тихом Океане. Участвовал в Битвe за Кваджалейн и в Битвe за Эниветок. 18 июня 1944 год в одном из боев битвы за Сайпан был тяжело ранен (в этом бою большинство бойцов его роты были либо убиты либо ранены). Этот бой навсегда оставил след в его жизни. Ли Марвин провел в госпиталях почти год и был комиссован по состоянию здоровья в чине рядового первого класса. Во время службы был награжден Военно-морской Похвальной медалью и медалью Пурпурное сердце» .  Позже распространились слухи, что Марвин служил вместе с телепродюсером и актёром Бобом Кишаном, и они вместе сражались на Иводзиме, что не соответствует действительности (недоступная ссылка с 26-06-2018 [2577 дней]).

### Кинематограф
После войны Ли Марвин был подсобным рабочим в небольшом общественном театре в северной части Нью-Йорка. Однажды его попросили подменить заболевшего во время репетиций актёра. Так, с должности постоянного резервного дублёра театральных актёров началась его ранняя карьера на подмостках Нью-Йорка.
В 1950 году Ли Марвин переезжает в Голливуд. Он быстро находит себе работу, становится исполнителем ролей второго плана, с самого начала «застолбив» за собой жанр ковбойского и военного кино. Ветеран войны, имеющий награды, Ли Марвин очень убедительно смотрелся в военных драмах и зачастую консультировал режиссёров и партнёров по площадке, как наиболее реалистично изобразить тот или иной эпизод боевых действий, как лучше подобрать костюмы, как правильно обращаться с оружием. Его дебютной работой стал фильм «Теперь ты во флоте» (You’re in the Navy Now, 1951), Ли Марвин исполнил в картине маленькую роль, за которую даже не удостоился упоминания в титрах. В 1952 году Марвин появляется уже в нескольких фильмах, среди которых можно выделить вестерн Дона Сигела «Дуэль на Сильвер-Крик», ещё одну историю про ковбоев Hangman’s Knot и военную драму «Восемь железных мужчин». В следующем году ему посчастливилось сняться у Фрица Ланга в фильме «Сильная жара» (The Big Heat, 1953), его партнёршей была Глория Грэм, Марвину досталась роль её негодяя-дружка. Ли Марвин запомнился в маленькой роли главаря банды Жуков («The Beetles») в знаменитом фильме «Дикарь» (The Wild One, 1953) с Марлоном Брандо, а также в вестернах «Семинолы» (1953) и «Оружие ярости». Следующим серьёзным успехом стала роль Гектора в фильме «Плохой день в Блэк Роке» (1955) со Спенсером Трейси.

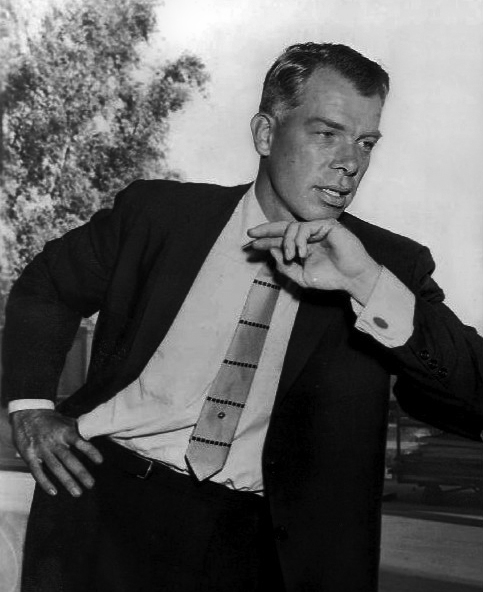
Марвин в «M Squad», 1959 год

В конце 1950-х Марвин постепенно стал переходить на более основательные роли. Яркие работы в фильмах «В атаку» (1956) и The Missouri Traveler (1958), главная роль в популярном полицейском телесериале «M Squad» (1957—1960), и имя Ли Марвина зазвучало в полную силу. Один из критиков назвал актёра в роли лейтенанта полиции «несгибаемым, словно гвоздь».
1960-е годы стали поистине звёздными для актёра. Выходят три вестерна «Команчерос» (1961), «Человек, который застрелил Либерти Вэланса» (1962, роль Либерти Вэланса) и «Риф Донована» (1963), в которых Ли Марвин выступает на равных с самим Джоном Уэйном. Его также приглашают в один из эпизодов телесериала Combat! («The Bridge at Chalons» (эпизод 34, сезон 2, миссия 1)), и в знаменитое шоу «Сумеречная зона» (The Twilight Zone: «The Grave», 1961, эпизод 72 и «Steel», 1963, эпизод 122).
Благодаря режиссёру Дону Сигелу Марвин появился в захватывающей криминальной драме «Убийцы» в роли предельно собранного, делового, не допускающего случайностей киллера. Впервые признание таланта Ли Марвина достигло таких высот. Фильм «Убийцы» также примечателен тем, что в нём единственную за свою кинокарьеру отрицательную роль сыграл будущий президент Соединённых Штатов Рональд Рейган.

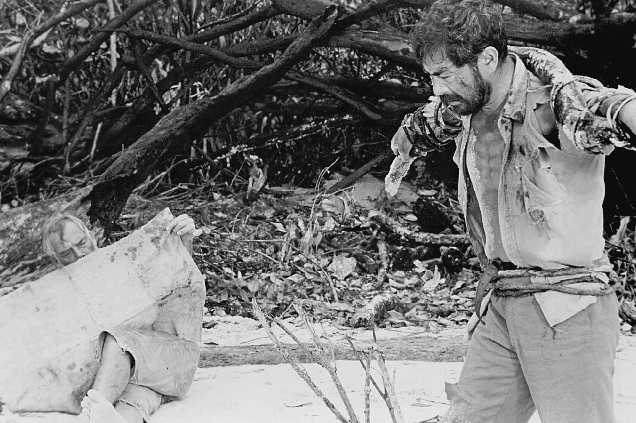
«Ад на Тихом океане», 1968 год

В 1965 году карьера Ли Марвина достигает пика, в 1966-м он получил статуэтку «Оскар» как лучший актёр за нетипичную для себя комическую роль в пародийном вестерне «Кэт Баллу» с Джейн Фонда. Последующие картины — «Профессионалы» (1966; согласно местной легенде, во время съёмок этой ленты Марвин на два десятилетия «заставил замолчать» Вика из Вегаса, который с середины 1950-х годов каждые 15 минут громко восклицал Howdy Podner!) и особенно «Грязная дюжина» (1967) — снискали большой зрительский успех и были удостоены множества кинонаград. Работу над очередным фильмом, «Выстрел в упор» (1967), Ли Марвин полностью контролировал сам. Он пригласил в режиссёрское кресла известного мастера Джона Бурмена, полностью отвечал за сюжет и постановку картины, сам же сыграл главную роль — классического гангстера, живущего по старомодным законам уголовного мира, движимого местью в Лос-Анджелесе 1960-х годов. В 1968 году Марвин продолжил сотрудничество с Бурменом и вместе со звездой японского кино Тосиро Мифунэ появился в фильме «Ад на Тихом океане» (1968), тепло принятом критиками, но не имевшем большого успеха у публики. В 1969 году вышел музыкальный вестерн «Золото Калифорнии» (точный перевод названия — «Раскрась свой фургон», Paint Your Wagon), песня из него, «Wand'rin' Star», в исполнении Ли Марвина неожиданно заняла первое место в британских чартах, не позволив возглавить их последнему синглу группы «Битлз» «Let It Be» и продержалась на нём три недели (март 1970). К этому времени Ли Марвин получал уже по миллиону долларов за фильм, всего на 200 тысяч меньше, чем Пол Ньюман. К финансовой стороне своей работы Ли Марвин относился неоднозначно:
Первые сорок лет своей жизни ты стараешься влезть в этот долбанный бизнес, а следующие сорок лет стараешься из него вылезти. И кому, спрашивается, это всё нужно?
В 1970—1980 годы Ли Марвин исполнял разнообразные роли, «плохих парней» в его фильмографии стало гораздо меньше, чем в начале карьеры. Главные фильмы 1970-х: «Монти Уолш» (1970), «Первоклассный товар» (1972), «Карманные деньги» (1972), «Император Севера» (1973), «Продавец льда грядёт» (1973), «Банда Спайкса» (1974), «Человек клана» (1974), «Закричи на дьявола» (1976), «Великий скаут и кошачий дом по четвергам» (1976) и «Экспресс-лавина» (1978).
Последнюю свою большую роль Ли Марвин сыграл в фильме Сэмюэла Фуллера «Большая красная единица» (1980). Затем последовали «Смертельная охота» (1981), «Парк Горького» (1983), «Облава» (1984), «Грязная дюжина: Новое задание» (1985). Последний раз Ли Марвин появился на экране в 1986 году в фильме «Подразделение „Дельта“», где его партнёром был Чак Норрис.

### Личная жизнь
Ли Марвин, отец четверых детей, был дважды женат. Первой его женой стала Бетти Эбелинг. Они поженились в феврале 1951 года и прожили вместе 16 лет. Развод был оформлен 5 января 1967 года. В этот период своей жизни Ли Марвин увлекался спортивным рыболовством в Нижней Калифорнии и охотой на уток в районе мексиканской границы (недалеко от Мехикали). Затем, 18 октября 1970 года, Ли Марвин взял в жёны Памелу Фили, с которой прожил всю оставшуюся жизнь. В 1970-е годы Марвин регулярно бывал в австралийском Кэрнсе, где ловил марлинов (недоступная ссылка с 26-06-2018 [2577 дней]).

### Судебный иск
В 1971 году Марвин был привлечён к суду актрисой Мишель Триола, с которой он долгое время поддерживал отношения (и которая даже стала называть себя Мишель Марвин). Хотя их отношения так и не были оформлены, подруга Марвина потребовала выплаты алиментов согласно законодательству штата Калифорния, как если бы они были женаты. В результате случился крупный скандал, который даже привёл к образованию неологизма «palimony» (составленного из слов pal — приятель, дружок и alimony — алименты). По стечению обстоятельств адвоката, к которому обратилась Мишель Триола, звали Марвин Митчельсон, и дело тут же окрестили «Марвин против Марвина» (Marvin vs. Marvin) 18 Cal. 3d 660 (1976). Митчельсон и стал автором концепции «palimony» как «брака без обручальных колец», на которой сделал себе имя. В 1979 году Марвина обязали выплатить Триоле 104 тысячи долларов «на реабилитацию», но в основном дело ею было проиграно — суд отказал в удовлетворении иска на половину от заработанных Марвином средств (3,5 млн долларов) за время их отношений (шесть лет). В августе 1981 года была рассмотрена апелляция, и суд пришёл к выводу, что Триола вообще не может претендовать на деньги Марвина, так как между ними не был заключён контракт, который бы обязывал Марвина оказывать поддержку своей гражданской жене в случае прекращения их отношений (недоступная ссылка с 26-06-2018 [2577 дней]).

## Избранная фильмография
| Год  |    | Русское название                           | Оригинальное название            | Роль                    |
| ---- | -- | ------------------------------------------ | -------------------------------- | ----------------------- |
| 1952 | ф  | Мы не женаты!                              | We're Not Married!               | Пинки (нет в титрах)    |
| 1953 | ф  | Сильная жара                               | The Big Heat                     | Винс Стоун              |
| 1953 | ф  | Дикарь                                     | The Wild One                     | Чино                    |
| 1954 | ф  | Бунт на «Кейне»                            | The Caine Mutiny                 | «Фрикаделька»           |
| 1955 | ф  | Плохой день в Блэк Роке                    | Bad Day at Black Rock            | Хектор Дэвид            |
| 1955 | ф  | Жестокая суббота                           | Violent Saturday                 | Дилл                    |
| 1955 | ф  | Кафе на 101-й улице                        | Shack Out on 101                 | Слоб / мистер Грегори   |
| 1955 | ф  | Я умирал тысячу раз                        | I Died a Thousand Times          | Бейб Коссак             |
| 1956 | ф  | Семеро должны умереть                      | Seven Men from Now               | Билл Мастерс            |
| 1957 | ф  | Округ Рэйнтри                              | Raintree County                  | Орвилл Перкинс          |
| 1962 | ф  | Человек, который застрелил Либерти Вэланса | The Man Who Shot Liberty Valance | Либерти Вэланс          |
| 1963 | ф  | Риф Донована                               | Donovan’s Reef                   | Томас Алоизиус Гилхули  |
| 1964 | ф  | Убийцы                                     | The Killers                      | Чарли Стром             |
| 1965 | ф  | Кэт Баллу                                  | Cat Ballou                       | Кид Шеллин / Тим Строн  |
| 1965 | ф  | Корабль дураков                            | Ship of Fools                    | Тенни                   |
| 1966 | ф  | Профессионалы                              | The Professionals                | Генри «Рико» Фардан     |
| 1967 | ф  | Грязная дюжина                             | The Dirty Dozen                  | майор Джон Райсман      |
| 1967 | ф  | Выстрел в упор                             | Point Blank                      | Уокер                   |
| 1968 | ф  | Ад на Тихом океане                         | Hell in the Pacific              | американский пилот      |
| 1969 | ф  | Золото Калифорнии                          | Paint Your Wagon                 | Бен Рамсон              |
| 1970 | ф  | Монти Уолш                                 | Monte Walsh                      | Монти Уолш              |
| 1972 | ф  | Первоклассный товар                        | Prime Cut                        | Ник Дэвлин              |
| 1973 | ф  | Император Севера                           | Emperor Of The North             | А № 1                   |
| 1973 | ф  | Продавец льда грядёт                       | The Iceman Cometh                | Теодор «Хикки» Хикмен   |
| 1979 | ф  | Экспресс-лавина                            | Avalanche Express                | Гарри Воргрейв          |
| 1980 | ф  | Большая красная единица                    | The Big Red One                  | сержант                 |
| 1983 | ф  | Парк Горького                              | Gorky Park                       | Джек Осборн             |
| 1985 | тф | Грязная дюжина: Новое задание              | The Dirty Dozen: Next Mission    | майор Джон Райсман      |
| 1986 | ф  | Отряд «Дельта»                             | The Delta Force                  | полковник Ник Александр |

## Премии и награды

### Золотой глобус
- 1970 год

Номинация — Лучшая мужская роль (комедия или мюзикл) («Золото Калифорнии»)
- 1966 год

Лучшая мужская роль (комедия или мюзикл) («Кэт Баллу») — победитель.

### Берлинский кинофестиваль
- 1965 год

Победитель:
Серебряный медведь за лучшую мужскую роль («Кэт Баллу»)

### BAFTA
- 1966 год

Победитель:
Лучший иностранный актёр («Кэт Баллу»)
Лучший иностранный актёр («Убийцы»)

### Оскар
- 1966 год

Лучшая мужская роль («Кэт Баллу») — победитель.